# Donorojo (Donorojo)
Donorojo is een bestuurslaag in het regentschap Pacitan van de provincie Oost-Java, Indonesië. Donorojo telt 4418 inwoners (volkstelling 2010).